# Giovan Tommaso Perrone
Giovan Tommaso Perrone (Rossano, 1602 – Nicastro, 16 novembre 1677) è stato un vescovo cattolico italiano.
Fu vescovo di Nicastro dal 1639 alla morte.

## Genealogia episcopale
La genealogia episcopale è:
- Cardinale Guillaume d'Estouteville, O.S.B.Clun.
- Papa Sisto IV
- Papa Giulio II
- Cardinale Raffaele Sansone Riario
- Papa Leone X
- Papa Paolo III
- Cardinale Francesco Pisani
- Cardinale Alfonso Gesualdo di Conza
- Papa Clemente VIII
- Cardinale Pietro Aldobrandini
- Cardinale Laudivio Zacchia
- Cardinale Antonio Barberini, O.F.M.Cap.
- Cardinale Alessandro Cesarini
- Vescovo Giovan Tommaso Perrone